# Един Бахтић
Един Бахтић (Сарајево, 1. мај 1956) бивши је југословенски фудбалер.

## Биографија

### Клуб
Рођен је 1. маја 1956. године у Сарајеву. Прошао је све млађе категорије сарајевског Жељезничара, играо је на позицији десног крила. Када је требало да из јуниорске пређе у сениорску екипу, оцењено је да не поседује потребан квалитет за наступе у некадашњој Првој савезној лиги Југославије. Каријеру је наставио у нижеразредним сарајевским екипама Враца и Босна, све до 1978. године када је добио позив да се поново прикључи тиму са Грбавице.
У дресу Жељезничара је играо у два наврата, наступао је у око 202 првенствена сусрета у девет прволигашких сезона. Иако му голови нису били главни задатак, јер је током целокупне каријере наступао на месту десног крила, постигао је 60 прволигашких голова. Био је део чувене генерације Жељезничара која је испала у полуфиналу Купа УЕФА од мађарског Видеотона. Те сезоне је заједно са Гаријем Банистером из енглеског Квинс Парка био најбољи стрелац Купа УЕФА са седам голова. Две сезоне је као интернационалац наступао за грчки Арис из Солуна (50 утакмица, 6 голова).

### Репрезентација
За А репрезентацију Југославије одиграо је две утакмице. Дебитовао је 12. септембра 1984. против Шкотске (6:1) у Глазгову, а наступио је за државни тим и 3. јуна 1985. године у поразу од Бугарске (2:1) у Софији.
Наступи за репрезентацију
Утакмице Едина Бахтића у дресу са државним грбом.
| #  | Датум               | Место   | Противник | Резултат | Гол | Такмичење                                |
| -- | ------------------- | ------- | --------- | -------- | --- | ---------------------------------------- |
| 1. | 12. септембар 1984. | Глазгов | Шкотска   | 1:6      | 0   | Пријатељска утакмица                     |
| 2. | 3. јун 1985.        | Софија  | Бугарска  | 1:2      | 0   | Квалификације за Светско првенство 1986. |

## Успеси
- Жељезничар
  - Куп Југославије: финале 1980/81.
- Индивидуални
  - Најбољи стрелац Купа УЕФА: 1984/85.